# Detlef Reck
Detlef Reck (* 26. März 1965 in Rheinkamp jetzt Moers, Nordrhein-Westfalen) ist ein deutscher American-Football-Trainer und ehemaliger -Spieler, welcher seit 2022 bei Rhein Fire in der European League of Football (ELF) unter Vertrag steht.

## Laufbahn

### Spieler
Von 1984 bis 1990 spielte Reck bei den Kamp-Lintfort Gladiators und von 1990 bis 1992 bei den Duisburg Flames auf der Position des Tight End, ehe er seine aktive Karriere 1993 bei den Düsseldorf Panther verletzungsbedingt beenden musste.

### Trainer
1995 begann Reck seine Ausbildung zum Athletik- und Konditionstrainer zunächst auf Vereinsbasis, ehe er von 2001 bis 2021 hauptberuflich als Sportübungsleiter beim Land NRW beschäftigt war.
2011 heuerte Reck unter der Leitung von Head Coach Walter Rohlfing bei den Mönchengladbach Mavericks an und erreichte mit ihnen das Halbfinale  der GFL.
Von 2013 bis 2015 stand Reck als Tight End Coach und Assistent von Head Coach Detlef Zorn bei den Düsseldorf Panther unter Vertrag. Mit dem U19 Team erreichte er 2014 das Finale um den Junior Bowl.
2021 erhielt Reck von den Besitzern des neugegründeten Rhein Fire Franchise der European League of Football (ELF) den Auftrag, beim Aufbau des Trainerteams und des Spielerkaders mitzuwirken. Beim Trainingsauftakt im April 2022 noch als Positionstrainer für die Tight Ends verantwortlich, wurde er zu Beginn der Saison von Head Coach Jim Tomsula zu seinem Assistent befördert. Seinen Einstand als hauptverantwortlicher Übungsleiter gab Reck beim souveränen 51:0-Heimspielsieg gegen das Schweizer Team Helvetic Guards.
Am 24. September 2023 gewann Rhein Fire den Titel im eigenen Stadion. Sie verloren in der gesamten Saison kein einziges Spiel und wurden somit zum ersten Team in der Geschichte der European League of Football mit einer sogenannten Perfect season.
Am 22. September 2024 gelang Rhein Fire durch den Finalsieg in der Veltins Arena Gelsenkirchen als erstes Franchise in der Geschichte der ELF die zweite Meisterschaft in Folge back-to-back champions.